# ATC kód S01
ATC kód S01 Oftalmologika je hlavní terapeutická skupina anatomické skupiny S. Smyslové orgány.

## S01A Antiinfektiva

### S01AA Antibiotika
S01AA01 Chloramfenikol
S01AA11 Gentamicin
S01AA12 Tobramycin
S01AA13 Kyselina fusidová
S01AA20 Antibiotika v kombinaci s jinými léčivy
S01AA24 Kanamycin
S01AA30 Neomycin/bacitracin

### S01AB Sulfonamidy
S01AB04 Sulfacetamid

### S01AD Virostatika
S01AD03 Acyklovir
S01AD09 Gancyklovir

### S01AX Jiná antiinfektiva
S01AX11 Ofloxacin
S01AX13 Ciprofloxacin
S01AX17 Lomefloxacin
S01AX19 Levofloxacin

## S01B Protizánětlivá léčiva

### S01BA Kortikosteroidy, samotné
S01BA01 Dexamethason
S01BA02 Hydrokortison
S01BA03 Kortison
S01BA04 Prednizolon
S01BA07 Fluorometholon

### S01BC Nesteroidní protizánětlivá léčiva
S01BC01 Indometacin
S01BC03 Diklofenak

## S01C Protizánětlivá léčiva a antiinfektiva v kombinaci

### S01CA Kortikosteroidy a antiinfektiva v kombinaci
S01CA01 Dexamethason a antiinfektiva
S01CA05 Betametazon a antiinfektiva
S01CA07 Fluorometolon a antiinfektiva

## S01E Antiglaukomatika a miotika

### S01EA Sympatomimetika pro léčbu glaukomu
S01EA04 Klonidin
S01EA05 Brimonidin

### S01EB Parasympatomimetika
S01EB01 Pilokarpin
S01EB02 Karbachol
S01EB51 Pilokarpin, kombinace

### S01EC Inhibitory karboanhydrázy
S01EC01 Acetazolamid
S01EC03 Dorzolamid
S01EC04 Brinzolamid

### S01ED Betablokátory
S01ED01 Timolol
S01ED02 Betaxolol
S01ED03 Levobunolol
S01ED05 Karteolol
S01ED51 Timolol, kombinace

### S01EE Analogy prostaglandinů
S01EE01 Latanoprost
S01EE02 Unoproston
S01EE03 Bimatoprost
S01EE04 Travoprost

## S01F Mydriatika a cykloplegika

### S01FA Anticholinergika
S01FA01 Atropin
S01FA06 Tropikamid

### S01FB Sympatomimetika, kromě antiglaukomatik
S01FB01 Fenylefrin

## S01G Dekongesční léčiva a antialergika

### S01GA Sympatomimetika používaná jako dekongesční léčiva
S01GA02 Tetryzolin
S01GA52 Tetryzolin, kombinace

### S01GX Jiná antialergika
S01GX01 Kyselina kromoglyková
S01GX02 Levokabastin
S01GX03 Kyselina spaglumová
S01GX05 Lodoxamid
S01GX06 Emedastin
S01GX07 Azelastin
S01GX08 Ketotifen
S01GX09 Olopatadin
S01GX10 Epinastin

## S01H Lokální anestetika

### S01HA Lokální anestetika
S01HA02 Oxybuprokain

## S01L Látky k léčbě věkem podmíněné makulární degenerace

### S01LA Látky určené k léčbě neovaskularizace v oblasti oka
S01LA01 Verteporfin

## S01X Jiná oftalmologika

### S01XA Jiná oftalmologika
S01XA01 Guajazulen
S01XA02 Retinol
S01XA03 Chlorid sodný, hypertonický
S01XA04 Jodid draselný
S01XA05 Natrium edetát
S01XA06 Ethylmorfin
S01XA07 Síran draselno-hlinitý (kamenec)
S01XA08 Acetylcystein
S01XA09 Jodoheparinát
S01XA10 Inosin
S01XA11 Nandrolon
S01XA12 Dexpanthenol
S01XA13 Alteplasa
S01XA14 Heparin
S01XA15 Kyselina askorbová
S01XA17 Pegaptanib
S01XA18 Cyklosporin
S01XA19 Limbální kmenové buňky, autologní
S01XA20 Umělé slzy a jiné indiferentní přípravky
S01XA21 Merkaptamin
S01XA22: Okriplasmin

## Poznámka
- Registrované léčivé přípravky na území České republiky.
- Informační zdroj: Státní ústav pro kontrolu léčiv, Všeobecná zdravotní pojišťovna.